# Mart Stam

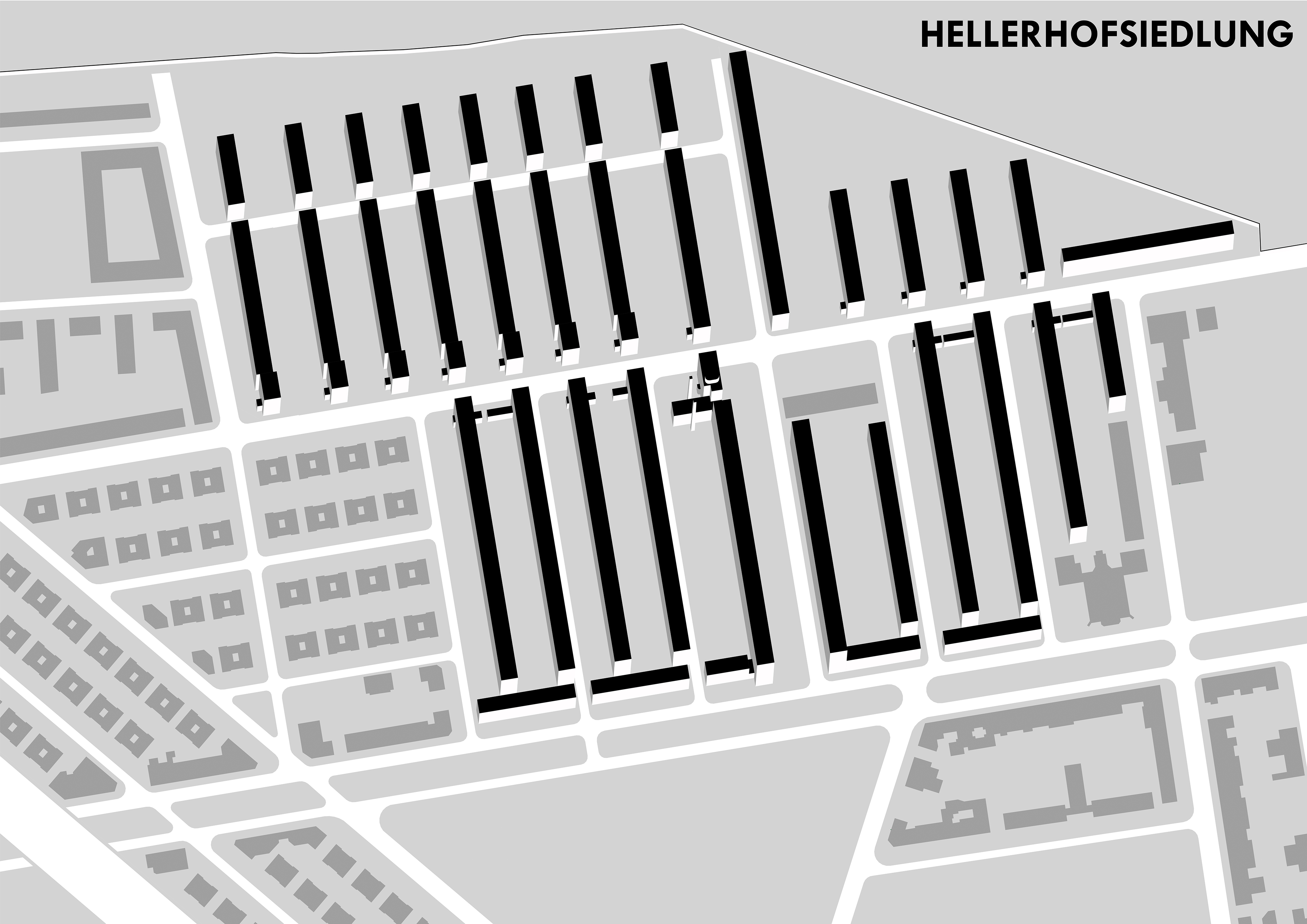
Hellerhofsiedlung 1931

Mart Stam (n. 5 august 1899, Purmerend, Olanda de Nord, Țările de Jos – d. 21 februarie 1986, Goldach⁠(d), Cantonul St. Gallen, Elveția) a fost un arhitect, designer de scaune și planificator urban neerlandez.

## Biografie
Stam a studiat la Școala regală pentru studii avansate din Amsterdam, pentru ca apoi să lucreze într-o firmă de arhitectură ca proiectant în 1922.  În 1923, în Zürich, a fondat revista ABC Beitrage zum Bauen (Contribuții la construcții) împreună cu arhitectul Hans Schmidt, cu viitorul director al Bauhaus, comunistul elvețian Hannes Meyer, și cu rusul El Lissitzky. 
În 1927, Stam a devenit unul din membrii fondatori neerlandezi, alături de Gerrit Rietveld și Hendrik Petrus Berlage, ai Congresului internațional al arhitecturii moderne, organizație profesională a arhitecților cunoscută sub acronimul CIAM.

## Activitate, contribuții
Stam a fost unul din rarii arhitecții secolului 20 cu extrem de multe relații. Nu întâmplător, cariera sa s-a intersectat cu multe momente importante ale arhitecturii secolului 20, așa cum au fost designarea de mobilier la Bauhaus, expoziția din 1927 dedicată habitatului uman, Weißenhofsiedlung (Locuințele de la Weißenhof), "Van Nelle Factory", o construcție industrială din Rotterdam, realizată de Leendert van der Vlugt și Mart Stam, care a marcat un important moment al modernismului, clădirile realizate pentru proiectul caselor lui Ernst May, asocierea cu idealistica Brigadă din mai din Rusia, respectiv cu reconstruirea Germaniei după cel de-al doilea război mondial.